# Poly(isobutylmethacrylat)
Poly(isobutylmethacrylat) ist ein Polymer aus dem Monomer Isobutylmethacrylat.

## Herstellung
Poly(isobutylmethacrylat) kann durch Polymerisation von Isobutylmethacrylat in Wasser mit einer Azoverbindung (2,2′-Azobis(2-methylpropionamidin)) als Radikalstarter hergestellt werden. Alternativ kann es durch Suspensionspolymerisation hergestellt werden. Dabei eignet sich Calciumphosphat mit Polyvinylpyrrolidon zur Stabilisierung der Suspension. Als Radikalstarter kann Dibenzoylperoxid eingesetzt werden. Bei der radikalischen Polymerisation von Isobutylmethacrylat weist bei niedrigen Umsätzen eine konstante Reaktionsgeschwindigkeit auf. Ab etwa 30 % Umsatz steigt die Reaktionsgeschwindigkeit deutlich an.

## Eigenschaften
Es kann durch Fällung gereinigt werden, wenn Aceton als Lösungsmittel und Methanol als Fällungsreagenz verwendet wird. Bei starker Erhitzung zersetzt sich Poly(isobutylmethacrylat) unter Depolymerisation. Je nach Lösungsmittel hat das Polymer einen variablen Einfluss auf die Viskosität. Der Effekt nimmt in der folgenden Reihenfolge ab: Chloroform, Benzol, Brombenzol, Dioxan, Acrylnitril, Aceton.